# Broekemmolen
De Broekemmolen was een watermolen op de Demer, gelegen aan Broekem 49, iets ten noorden van de kom van Bilzen.
Deze onderslagmolen fungeerde als korenmolen.
De eerste vermelding van de molen is uit 1489, maar het huidige molenhuis, onder wolfsdak, dateert van 1750 hoewel het een oudere, midden-17e-eeuwse, kern bezit. Hiervan getuigen de mergelstenen hoekband en de muurankers.
In 1950 werd het molenhuis verbouwd tot woonhuis, waarbij het rad en het binnenwerk werden verwijderd. Ook later vonden nog verbouwingen plaats. In 2000 werd bij de watermolen een vistrap aangelegd.
Tegenwoordig is de molen in gebruik bij het wijngenootschap La Commanderie du Moulin Bilzen.
- Inventaris van het Bouwkundig Erfgoed (Vlaanderen): 532